# Declan McKenna

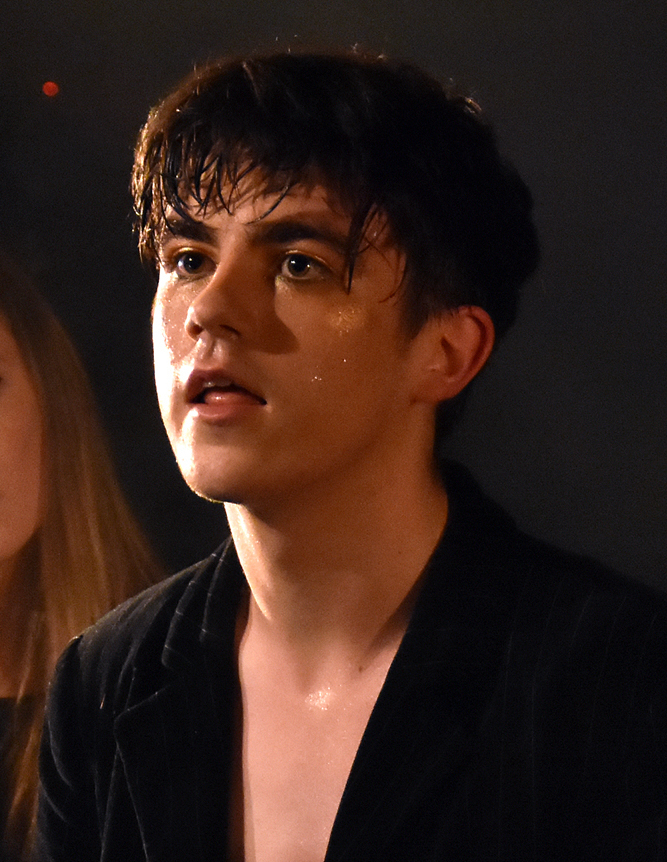
Declan McKenna, 2017

Declan McKenna (* 24. Dezember 1998 in England) ist ein englischer Singer-Songwriter. Er wird dem Indie-Pop zugerechnet.

## Leben
McKenna wuchs in der Stadt Cheshunt in Hertfordshire auf und hat irische Vorfahren. Seine Mutter war eine Lehrerin, sein Vater arbeitete für die Gemeinde. Mit neun Jahren begann er, das Gitarrenspiel zu erlernen. Im Alter von 15 Jahren schrieb er das Lied Brazil, in dem er die Korruption rund um die Fußballweltmeisterschaft 2014 anprangert. 2015 gewann er den Wettbewerb Emerging Talent Competition beim Glastonbury Festival. Im Anschluss unterschrieb er einen Vertrag beim Plattenlabel Columbia Records. Er verließ die Schule, bevor er die A-Levels abschloss.
Am 13. November 2015 hatte er einen Auftritt in Paris, als es zu den Terroranschlägen unter anderem bei einem Rockkonzert der Band Eagles of Death Metal kam. Diese Erfahrungen verarbeitete er im Lied The Kids Don’t Wanna Come Home. Sein Lied Isombard wurde für das Fußballsimulationsspiel FIFA 17, das im September 2016 veröffentlicht wurde, als eines der Soundtracks ausgewählt. Für das Jahr 2017 war er beim BBC Sound of 2017 nominiert. Im Juli 2017 veröffentlichte er sein Debütalbum What Do You Think About the Car.
Im Januar 2019 gehörte er einer Reihe von 50 britischen Kulturschaffenden an, die den Fernsehsender British Broadcasting Corporation (BBC) dazu aufforderten, dafür zu kämpfen, den Eurovision Song Contest 2019 nicht in Israel stattfinden zu lassen. Im August 2019 veröffentlichte er mit British Bombs eine neue Single, in der er die britischen Waffengeschäfte kritisiert. Am 29. Januar 2020 kündigte er das in Nashville aufgenommene Album Zero für den 15. Mai 2020 an und veröffentlichte das Lied Beautiful Faces. Aufgrund der COVID-19-Pandemie verschob er die Veröffentlichung seines Albums auf den 21. August 2020 und später erneut auf Anfang September 2020. Im Januar 2024 gab er die EP Mulholland’s Dinner and Wine heraus.

## Rezeption
Die Zeitung The Guardian gab seinem Debütalbum What Do You Think About the Car vier von fünf möglichen Sternen. Seine Lieder werden dort als Protestsongs beschrieben, die allerdings nicht lebensmüde erscheinen, sondern sonnig und aufmunternd. In einer anderen Rezension der Zeitung wird kritisiert, dass seine Refrains häufig konstruiert wirkten und das gleiche Album erhielt drei von fünf Sternen. In der Kritik des Musikexpresses erhielt das Album vier von sechs Sternen und sein Einfluss wurde wie folgt beschrieben: „Er gibt der Generation Snapchat (Oder ist es die Generation Instagram?) eine Stimme.“
Sein zweites Album Zeros erhielt im Guardian erneut vier von fünf Sternen. Alexis Petridis analysierte dabei, dass sich die Melodien gegenüber seinem vorherigen Album verbesserten. In den Irish News wurde bemängelt, dass die Lieder für sich genommen respektabel wären, aber die unterschiedlichen Stile des Albums nicht zusammenpassen würden. Es wurden 6 von 10 Punkten vergeben.

## Stil
McKenna schreibt viele seiner Lieder über politische Themen, zunächst thematisierte er diese direkt. So behandelt er im Lied Paracetamol den Suizid von Leelah Alcorn, einer transgender Teenagerin, und im Lied Brazil die Korruption rund um die Fußballweltmeisterschaft im Jahr 2014 in Brasilien. Mit seinem Album Zero entfernte er sich nach eigenen Aussagen davon, politische und soziale Themen direkt anzusprechen. Er gab an, sie in seine neueren Werke stattdessen subtiler eingearbeitet zu haben.
Bei seinen Auftritten trägt er des Öfteren Glitzer im Gesicht. McKenna selbst erklärte, sich an Gitarrentechniken von David Bowie und St. Vincent zu bedienen. In einer Kritik von der Berliner Zeitung wurde angemerkt, dass McKenna an den Sound von Arctic Monkeys erinnere.

## Diskografie

### Alben
| Jahr | Titel                            | Höchstplatzierung, Gesamtwochen, AuszeichnungChartplatzierungen (Jahr, Titel, Platzierungen, Wochen, Auszeichnungen, Anmerkungen) | Höchstplatzierung, Gesamtwochen, AuszeichnungChartplatzierungen (Jahr, Titel, Platzierungen, Wochen, Auszeichnungen, Anmerkungen) | Anmerkungen                             |
| Jahr | Titel                            | UK | IE | Anmerkungen                             |
| ---- | -------------------------------- | --- | --- | --------------------------------------- |
| 2017 | What Do You Think About the Car? | UK11 Gold · (1 Wo.)UK | IE26 (1 Wo.)IE | Erstveröffentlichung: 21. Juli 2017     |
| 2020 | Zeros                            | UK2 (2 Wo.)UK | IE9 (1 Wo.)IE | Erstveröffentlichung: 4. September 2020 |
| 2024 | What Happened to the Beach?      | UK3 (1 Wo.)UK | IE6 (1 Wo.)IE | Erstveröffentlichung: 9. Februar 2024   |

### EPs
- 2023: Slipping Through My Fingers
- 2024: Mullholland’s Dinner and Wine

### Singles
| Jahr | Titel Album                             | Höchstplatzierung, Gesamtwochen, AuszeichnungChartplatzierungen (Jahr, Titel, Album, Platzierungen, Wochen, Auszeichnungen, Anmerkungen) | Höchstplatzierung, Gesamtwochen, AuszeichnungChartplatzierungen (Jahr, Titel, Album, Platzierungen, Wochen, Auszeichnungen, Anmerkungen) | Anmerkungen                            |
| Jahr | Titel Album                             | UK | IE | Anmerkungen                            |
| ---- | --------------------------------------- | --- | --- | -------------------------------------- |
| 2015 | Brazil What Do You Think About the Car? | UK56 ×2Doppelplatin · (18 Wo.)UK | IE22 (21 Wo.)IE | Erstveröffentlichung: 4. Dezember 2015 |

Weitere Singles
- 2015: Paracetamol
- 2016: Bethlehem
- 2016: Isombard
- 2017: The Kids Don’t Wanna Come Home
- 2017: Humongous
- 2017: Why Do You Feel So Down? (UK: Silber)
- 2018: Make Me Your Queen
- 2018: Listen to Yours Friends
- 2019: British Bombs
- 2020: Beautiful Faces
- 2020: The Key to Life on Earth
- 2020: Daniel, You're Still a Child
- 2020: Be an Astronaut
- 2021: My House
- 2023: Sympathy
- 2023: Nothing Words
- 2023: Elevator Hum
- 2024: Champagne
- 2024: That’s Life
- 2025: It Might Never End (mit Adèle Castillon und Videoclub)

## Auszeichnungen für Musikverkäufe
| Goldene Schallplatte - Polen - 2024: für die Single Brazil 2× Platin-Schallplatte - Vereinigte Staaten - 2024: für die Single Brazil |

Anmerkung: Auszeichnungen in Ländern aus den Charttabellen bzw. Chartboxen sind in ebendiesen zu finden.
| Land/RegionAuszeichnungen für Musikverkäufe (Land/Region, Auszeichnungen, Verkäufe, Quellen) | Silber  | Gold     | Platin     | Verkäufe  | Quellen   |
| -------------------------------------------------------------------------------------------- | ------- | -------- | ---------- | --------- | --------- |
| Polen (ZPAV)                                                                                 | —       | Gold1    | —          | 25.000    | olis.pl   |
| Vereinigte Staaten (RIAA)                                                                    | —       | —        | 2× Platin2 | 2.000.000 | riaa.com  |
| Vereinigtes Königreich (BPI)                                                                 | Silber1 | Gold1    | 2× Platin2 | 1.500.000 | bpi.co.uk |
| Insgesamt                                                                                    | Silber1 | 2× Gold2 | 4× Platin4 |           |           |